# Ӯ
Ӯ (kleingeschrieben ӯ, IPA-Aussprache ø) ist ein Buchstabe des kyrillischen Alphabets, bestehend aus einem У mit Makron. Er wird in den Alphabeten des Tadschikischen und Kildinsamischen verwendet.